# Jan Łysakowski
Jan Łysakowski (ur. 29 sierpnia 1926 w Magnuszewie Małym, zm. 11 lub 12 listopada 2008) – polski prozaik, dziennikarz, polityk.

## Życiorys
Syn Stanisława i Olgi. Ukończył ekonomię na UMCS. Po II wojnie światowej ukończył szkołę oficerską piechoty i w latach 1945–1954 służył w Ludowym Wojsku Polskim, w tym jako oficer liniowy dowódca kompanii. Służbę odbywał głównie w Bieszczadach. Od 1955 do 1956 pracował w studium wojskowym na AWF w Warszawie.
Debiutował jako prozaik w 1953 na łamach tygodnika "Żołnierz Polski". Od 1956 członek PZPR. W latach 1956–1962 mieszkał w Sanoku. Został wybrany radnym Miejskiej Rady Narodowej w Sanoku: wybierany w 1958, w 1961. Po odwołaniu Tadeusza Wojtowicza, 25 kwietnia 1961 został wybrany na stanowisko przewodniczącego Prezydium Miejskiej MRN w Sanoku, które pełnił do 4 czerwca 1962 (jego zastępcami byli Jan Skalski, następnie Leszek Rychter). Ustąpił ze stanowiska podając zły stan zdrowia oraz niemożność podołania obowiązkom. Następnie w latach 1961–1978 mieszkał w Tarnobrzegu, gdzie był redaktorem gazety „Siarka” (innym redaktorem był Wiesław Koszela). Ponadto publikował w tygodniku społeczno-kulturalnym „Widnokrąg”, ukazującymi się z „Nowinami Rzeszowskimi”. Od 1979 mieszkał w Rzeszowie, gdzie był redaktorem czasopisma "Profile". Został członkiem Związku Literatów Polskich, w 1967 był współzałożycielem oddziału ZLP w Rzeszowie. Od 26 czerwca 1981 do 8 lutego 1984 członek egzekutywy Komitetu Wojewódzkiego (KW) PZPR w Rzeszowie. W 2004 przeniósł się do Bełchatowa.
Pracował w Lidze Obrony Kraju w Krośnie, Tarnobrzegu i Sanoku. Opublikował ponad 20 powieści, działał także jako dziennikarz.

## Twórczość
- Za górami, za lasami (1963)
- Dalekie drogi
- Echo
- Gorące wzgórze
- I wszystko w tym jednym życiu
- Julia umierała samotnie
- Klasa
- Korowód cieni
- Kowale
- Kropla po kropli
- Łańcuch
- Ostatnia czujka (1982)[6]
- Partyzanci
- Portret ojca
- Spadkobierca
- Spotkanie w Bieszczadach
- Strzały w lesie
- Zadanie na jedną noc
- Żołnierze

## Wyróżnienia
- 1959 – wyróżnienie w konkursie na wspomnienie o Generale Karolu Świerczewskim Walterze za opowiadanie Strażnica w górach[7]
- 1963 – wyróżnienie Ministra Obrony Narodowej za powieść Za górami, za lasami
- 1969 – wyróżnienie Ministra Obrony Narodowej za powieść Lewy brzeg
- 196? – nagroda w konkursie zorganizowanym przez PAX powieść Lewy brzeg[8]
- 196? – wyróżnienie Ministra Obrony Narodowej za powieść Dowódca kompanii
- 1975 – nagroda II stopnia Ministra Obrony Narodowej
- 1984 – wpis do „Księgi zasłużonych dla województwa rzeszowskiego”[9]
- 1984 - Nagroda „Trybuny Ludu” (1984)[10]
- 1985 – Medal 40-lecia Polski Ludowej[11].
- 1988 – nagroda wojewody krośnieńskiego[12]
- 1988 - Nagroda im. Ludwika Waryńskiego za powieść "Kropla po kropli" (Ludowa Spółdzielnia Wydawnicza, 1987)[13]